# Garatge del Balneari Soler
El Garatge del Balneari Soler era un edifici situat al nucli urbà del municipi de Caldes de Malavella (Selva) que forma part de l'Inventari del Patrimoni Arquitectònic de Catalunya però que va ser enderrocat.

## Descripció
De planta rectangular i planta baixa, tenia una teulada a doble vessant. Totes les obertures de l'edifici estaven emmarcades i eren en arc escarser, amb un ampit de grans dimensions de rajola. A la façana principal tenia el portal d'entrada i a sobre una obertura circular que posava: «BALNEARIO SOLER GARAGE».